# Mauricio Antón Ortúzar
Mauricio Antón Ortuzar (Bilbao, 1961) és un paleoartista i il·lustrador basc especialitzat en reconstruccions científiques d'organismes extints i conegut per les seves pintures influents d'homínids, carnívors extints i altres vertebrats fòssils. Les seves il·lustracions es troben en una multitud de llibres, articles científics, col·leccions privades i museus d'arreu del món. Col·labora amb el Museu Nacional de Ciències Naturals (Madrid).

## Biografia

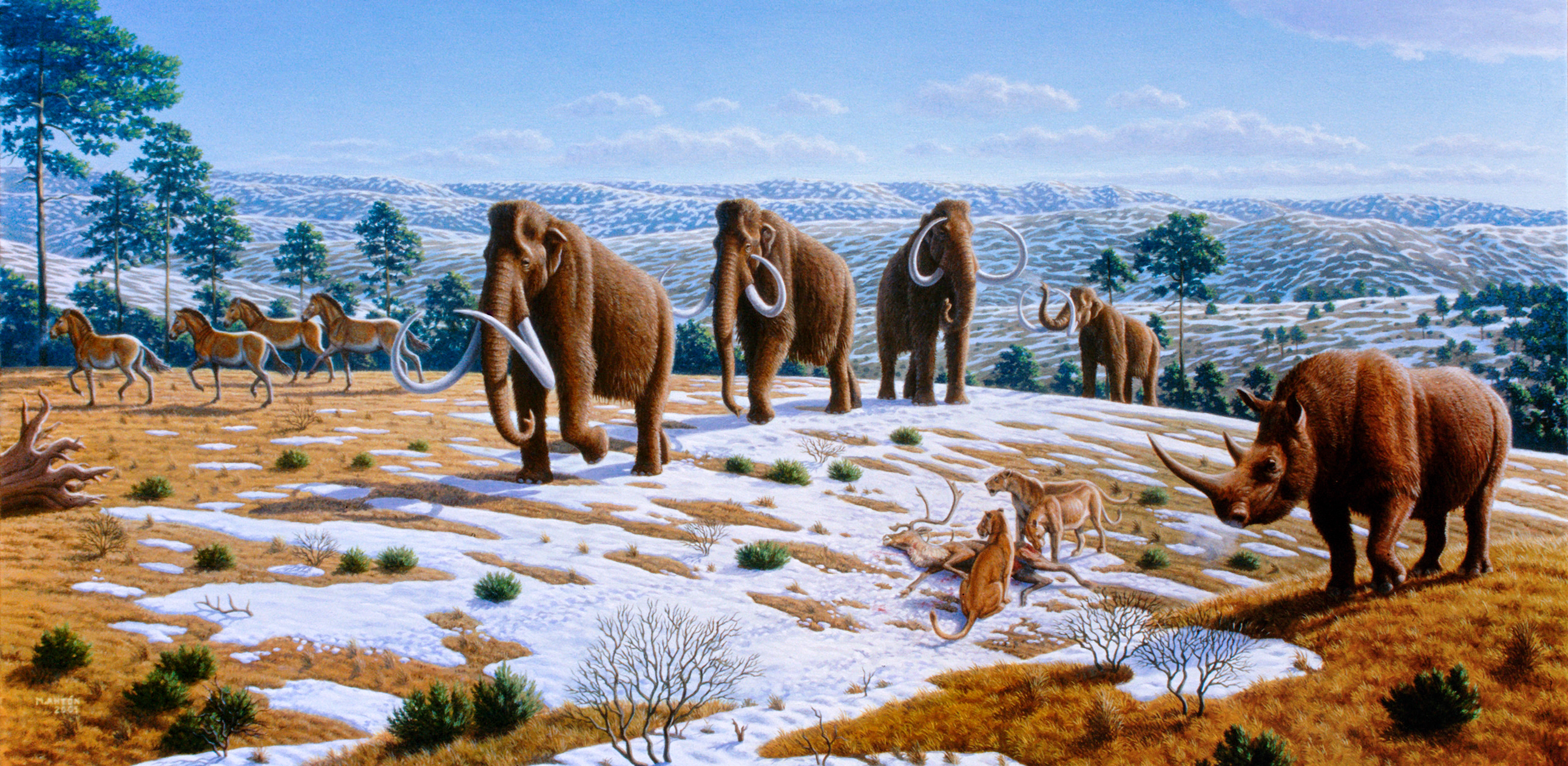
El nord d'Espanya durant l'edat glacial (Mauricio Antón, 2008)

Durant la seva adolescència, a la dècada del 1970, Antón quedà fascinat per un esquelet del dents de sabre Smilodon fatalis exposat en un museu de Caracas (Veneçuela). Des d'aleshores ha anat polint les seves tècniques per dibuixar fòssils, amb especial interès pels fèlids, els homínids i altres vertebrats. A El secreto de los fósiles, afirma que «és responsabilitat del paleoil·lustrador científic assegurar-se que les seves imatges plasmen rigorosament el coneixement que tenen els paleontòlegs d'espècies extintes en concret».
Per fer-ho, recull dades d'espècies vivents, viatja sovint, treballa amb fòssils, dissecciona espècimens que li donen els zoos, investiga espècies extintes amb especialistes i fa servir els ecosistemes actuals com a inspiració per reconstruir els del passat. Ha assessorat mitjans com la BBC, la National Geographic Society i Natural History en temes de paleobiologia, biomecànica, locomoció i hàbitats de vertebrats extints. Ha estudiat les obres de mestres de la il·lustració paleontològica, com ara Charles R. Knight, Rudolph Zallinger, Zdeněk Burian i Jay Matternes, dels quals ha lloat els avenços tecnològics i conceptuals.

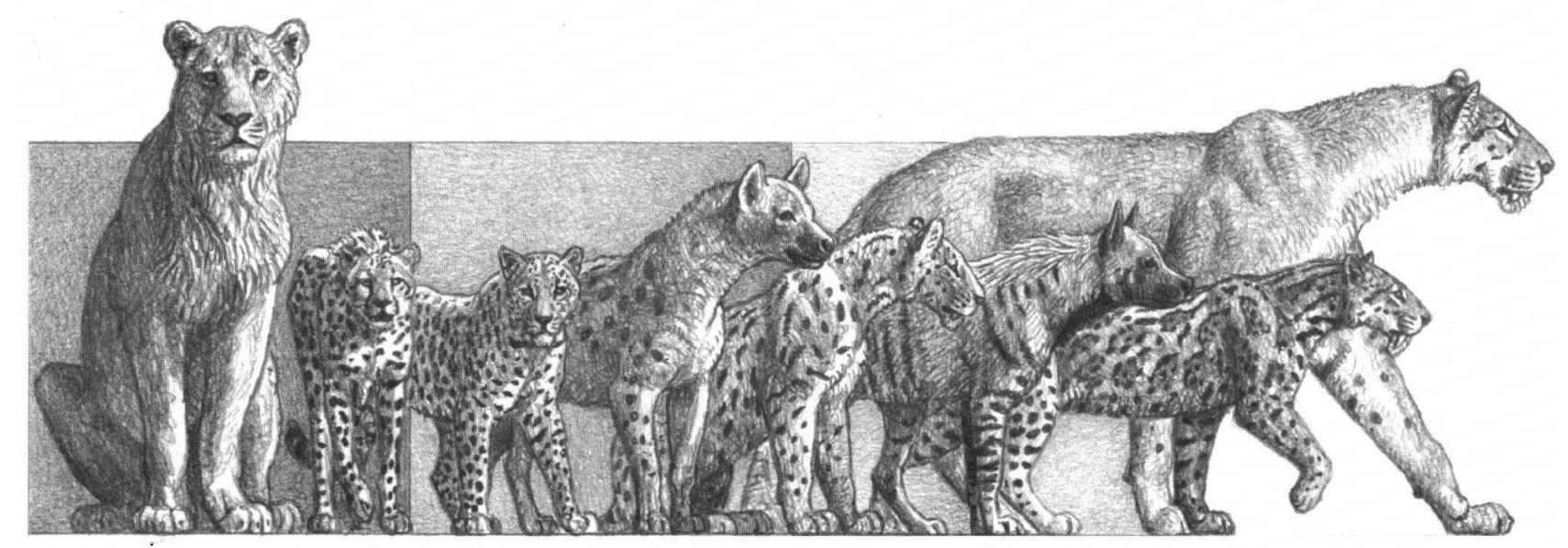
Carnívors del Pliocè d'Àfrica

Des del 2004 col·labora amb l'estudi d'animació The Fly Factory en l'aplicació del modelatge i l'animació en tres dimensions a la reconstrucció de les formes de vida del passat. El 2006 fou guardonat amb el Lanzendorf PaleoArt Prize a la millor il·lustració científica de l'SVP (Society of Vertebrate Paleontology). El 2009 fou convidat per l'Institut de Paleontologia dels Vertebrats i Paleoantropologia de la Xina a visitar el seu museu a Pequín i el nou museu i jaciment fossilífer de Hezheng, al centre de la Xina, on observà de primera mà fòssils de carnívors encara per descriure.
Entre el 2009 i el 2010 contribuí a l'exposició «Extreme Mammals» del Museu Americà d'Història Natural, a Nova York.
En els últims anys ha anat menant safaris artístics al nord de Botswana amb el títol «Drawing the Big Cats» ('Dibuixant els grans fèlids'), compartint observacions de primera mà i la seva experiència en l'estudi de l'anatomia i l'evolució dels fèlids amb artistes d'arreu del món.

## Publicacions

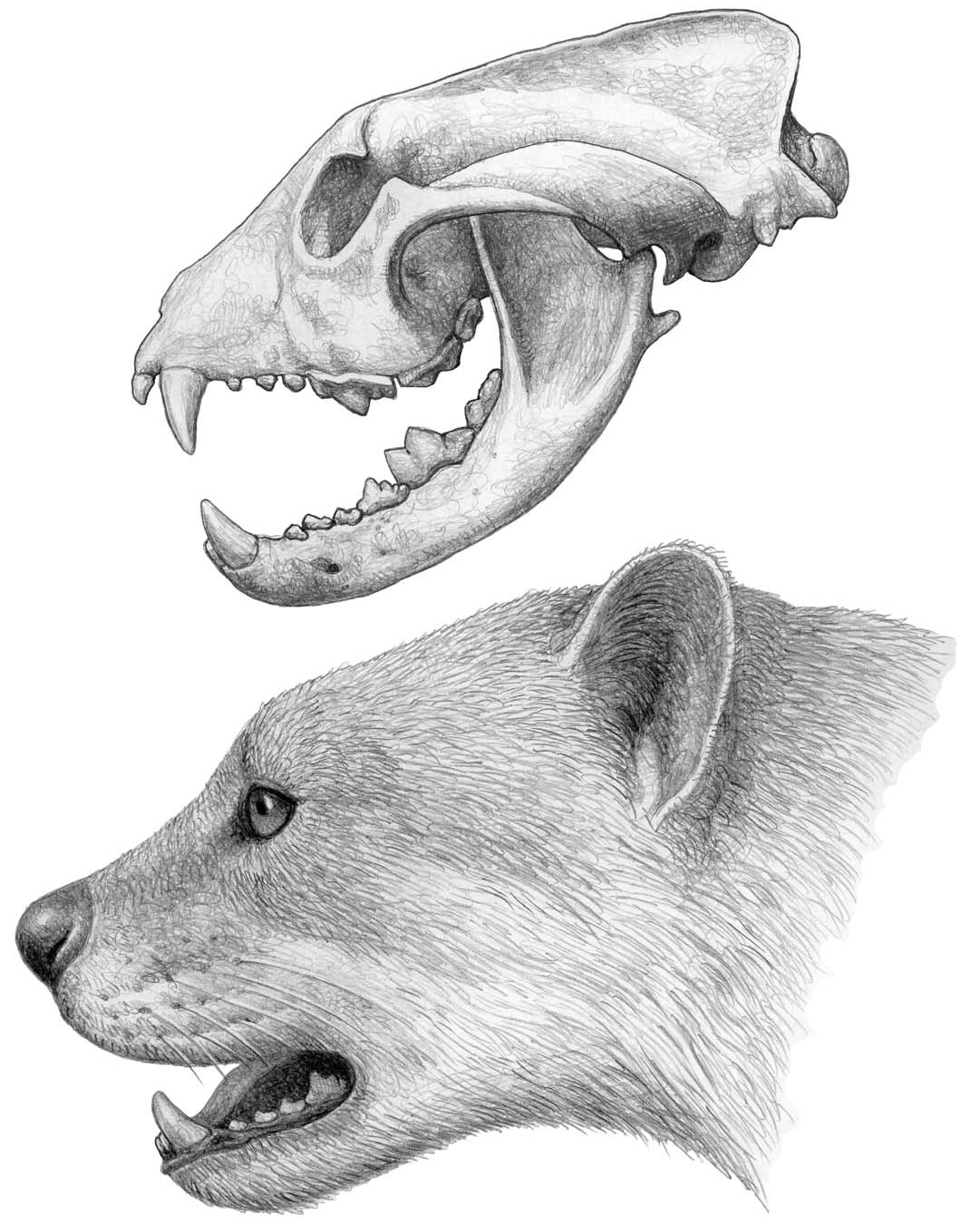
Crani i cap de Simocyon (2005)

Els seus llibres més coneguts inclouen:
- Sabertooth. Text i il·lustracions de Mauricio Antón. Indiana University Press, Bloomington 2013.
- La Gran Migración. Jordi Agustí i Mauricio Antón. Crítica, Barcelona, 2011.
- Madrid antes del hombre. Mauricio Antón i Jorge Morales, Coordinadors. Comunitat de Madrid, 2009.
- Dogs, their fossil relatives and evolutionary history. Xiaoming Wang, Richard Tedford i Mauricio Antón. Columbia University Press, Nova York, 2008.
- Antón, Mauricio (2007) El secreto de los fósiles. Aguilar.
- Turner, Alan i Antón, Mauricio (2004) The National Geographic book of prehistoric mammals. National Geographic. Spes-Larousse, 2007]
- Turner, Alan i Antón, Mauricio (2004) Evolving Eden. An illustrated guide to the evolution of the African large mammal fauna, Columbia University Press.
- Agustí, Jordi i Antón, Mauricio (2002) Mammoths, Sabertooths and Hominids. 65 million years of mammalian evolution in Europe. Columbia University Press.
- Jordi Agustí i Mauricio Antón (1997) Memoria de la Tierra. Vertebrados fósiles de la Península Ibérica. Ediciones del Serbal.
- Turner, Alan i Antón, Mauricio (1997) The big cats and their fossil relatives. An illustrated guide to their evolution and natural history. Columbia University Press.